# 筑後十五城
筑後十五城（ちくごじゅうごじょう）は、戦国時代の筑後国における大友氏の幕下にあった大名分の国人である大身十五家の総称である。

## 概要
筑後国には一国を統一する勢力は出現せず、近隣の大大名で筑後守護となっていた大友氏の幕下で各地域の国人領主が共存共栄的に存在していた。それらの中でも特に力を持っていた15の家を「大身十五家」あるいは「筑後十五城」と言う。
その筆頭で筑後を統括していたのが下筑後に1万2千町(後の禄高表記では約12万石)を領し、柳川城を本拠とした蒲池氏だった。『大友幕下筑後領主附』において蒲池氏本家で柳川に拠る下蒲池(1万2千町)と、分家で山下に拠る上蒲池(8千町)に分かれているのは、筑後における蒲池氏の勢力が群を抜いており、さらに強大になり、大友幕下から独立してしまう事を恐れた大友氏が、蒲池鑑久の弟の蒲池親広に別家をたてさせて大名分として取り立て、蒲池氏の勢力を分散したことによる。
蒲池氏を筆頭とする筑後の領主は、大友氏の幕下にあって戦の度に動員されはしたものの、大友氏の軍事力に従っているにすぎず、常に独立あるいは敵対の可能性を秘めており、そのため大友氏は、筑後国内に「高一揆衆」という大友氏直参の小豪族を配置し、「大名分」としての筑後十五城の大身を監視した。
大友氏が耳川の戦いで島津氏に大敗すると、肥前国を平定した龍造寺隆信が筑後に進出を開始、たちまち筑後の国人領主たちは龍造寺軍に参陣した。当初は抵抗した上蒲池の蒲池鑑広、今山城の三池鎮実、問註所鑑景なども、後には龍造寺氏に属した。島原沖田畷の戦いで、龍造寺隆信が戦死した後も、上蒲池、黒木、西牟田、草野、星野、問註所（鑑景）氏らは、龍造寺家に起請文を送って異心なき旨の心底を表わしている。
筑後十五城筆頭の柳川の蒲池鎮漣は龍造寺隆信の与力として龍造寺氏の尖兵となるが、やがて両者は反目し、隆信は柳川城を包囲する。蒲池鎮漣の籠城は長期に及び、その後一旦和睦となったが、鎮漣が薩摩の島津氏に通じていたことが発覚したため、隆信は鎮漣を肥前に招いて謀殺、下蒲池を滅ぼして柳川を制圧した。
筑後の国人領主は、肥前佐賀の龍造寺氏や豊後の大友氏、薩摩の島津氏と比較すると力が弱かったため、常にいずれかの庇護に入って、生き残りの道を模索せねばならなかった。
筑後十五城は以下の通り（『大友幕下筑後領主附』他）。
| 数 | 氏               | 居城（現在の地名）                                                                    | 領地                                     | 主な人物                |
| -- | ---------------- | ------------------------------------------------------------------------------------- | ---------------------------------------- | ----------------------- |
| 1  | 蒲池氏（下蒲池） | 柳川城540町（柳川市本城町）                                                           | 山門郡・三潴郡・下妻郡 12000町（12万石） | 蒲池鑑盛、蒲池鎮漣      |
| 2  | 蒲池氏（上蒲池） | 山下城540町（八女市立花町山下）                                                       | 上妻郡 8600町（8万6千石）                | 蒲池鑑広、蒲池鎮運      |
| 3  | 問註所氏         | 長岩城500町（うきは市浮羽町新川長岩）                                                 | 生葉郡 1000町（1万石）                   | 問註所鑑景、問註所統景  |
| 4  | 星野氏           | 妙見城500町（うきは市吉井町富永妙見山）                                               | 生葉郡・竹野郡 1000町（1万石）           | 星野吉実                |
| 5  | 黒木氏           | 猫尾城646町（八女市黒木町北木屋城山）                                                 | 上妻郡 2000町（2万石）                   | 黒木家永                |
| 6  | 河崎氏           | 犬尾城250町（八女市山内城山）                                                         | 上妻郡 1000町（1万石）                   | 河崎鑑実、河崎鎮堯      |
| 7  | 草野氏           | 発心城677町（久留米市草野町発心岳）                                                   | 山本郡 900町（9千石）                    | 草野鎮永                |
| 8  | 丹波氏           | 高良山580町（久留米市御井町高良山）                                                   | 御井郡・高良山 2000町（2万石）           | 丹波鎮興、丹波良寛      |
| 9  | 高橋氏           | 下高橋城280町（三井郡大刀洗町下高橋）                                                 | 御原郡 1000町（1万石）                   | 高橋鑑種                |
| 10 | 三原氏           | 本郷城100町（三井郡大刀洗町本郷）                                                     | 御原郡 700町（7千石）                    | 三原紹心                |
| 11 | 西牟田氏         | 西牟田城250町（筑後市西牟田 - 久留米市三潴町西牟田） 後に城島城（久留米市城島町城島） | 三潴郡 5000町（5万石)                    | 西牟田鎮豊、西牟田家親  |
| 12 | 田尻氏           | 鷹尾城328町（柳川市大和町鷹尾）                                                       | 山門郡 1600町（1万6千石）                | 田尻鑑種                |
| 13 | 五条氏           | 矢部山城500町（八女市矢部村矢部城山）                                                 | 上妻郡 1400町（1万4千石）                | 五条鑑量、五条鎮定      |
| 14 | 溝口氏           | 溝口城500町（筑後市溝口）                                                             | 下妻郡 1000町（1万石）                   | 溝口遠江（鑑資? 鎮生?） |
| 15 | 三池氏           | 今山城250町（大牟田市今山）                                                           | 三池郡 800町（8千石）                    | 三池鎮実                |